# Gunnar Tilander
Artur Gunnar Tilander, född 22 juli 1894 i Tranemo, Västergötland, död 13 juni 1973 i Ulricehamn, var en svensk språkforskare.

## Biografi
Tilander avlade filosofisk ämbetsexamen i Göteborg 1919, filosofie licentiatexamen 1921 och promoverades till filosofie doktor 1923 på avhandlingen Remarques sur le Roman de Renart.
Han inledde sin karriär som extra ordinarie lektor i Saltsjöbaden 1923-1926. Efter provår höstterminen 1926 blev han docent i romanska språk vid Lunds universitet 1927, där han var  tillförordnad professor höstterminerna 1930 och 1931 samt vårterminen 1936. Han tillträdde därefter en professur i romanska språk vid Stockholms Högskola 1937 där han sedan verkade i 23 år. 
Från 1934 arbetade Tilander också på ett forskarstipendium Oscar II:s stipendiefond och gjorde studieresor till Frankrike, Spanien, Italien, Österrike, Tyskland, England, Holland, Belgien, Schweiz, Portugal och Danmark. Han var ledamot av Humanistiska Vetenskapssamfundet i Lund och av Vetenskapssocieteten i Lund.
Genom sin forskning lämnade Tilander bland annat en rad värdefulla bidrag till kännedomen om franskans och spanskans äldre ordförråd, ofta i en kulturhistorisk belysning, och om jaktspråket bland de romanskatalande folken. Vidare ägnade han sig åt de medeltida spanska landskapslagarna samt att framgångsrikt spåra upp och publicera viktiga fornfranska, fornspanska och fornportugisiska texter.